# Киркленд-колледж
Ки́ркленд-колледж  – небольшой частный женский колледж гуманитарных наук, существовавший с 1968 по 1978 годы и располагавшийся в Клинтоне, штат Нью-Йорк. Был назван в честь Сэмюэля Киркленда, основавшего Гамильтон-колледж. Киркленд-колледж вошел в состав Гамильтон-колледжа 30 июня 1978 года, который поныне содержит архивы и финансовый фонд, а также поддерживает сообщество выпускников.

## История

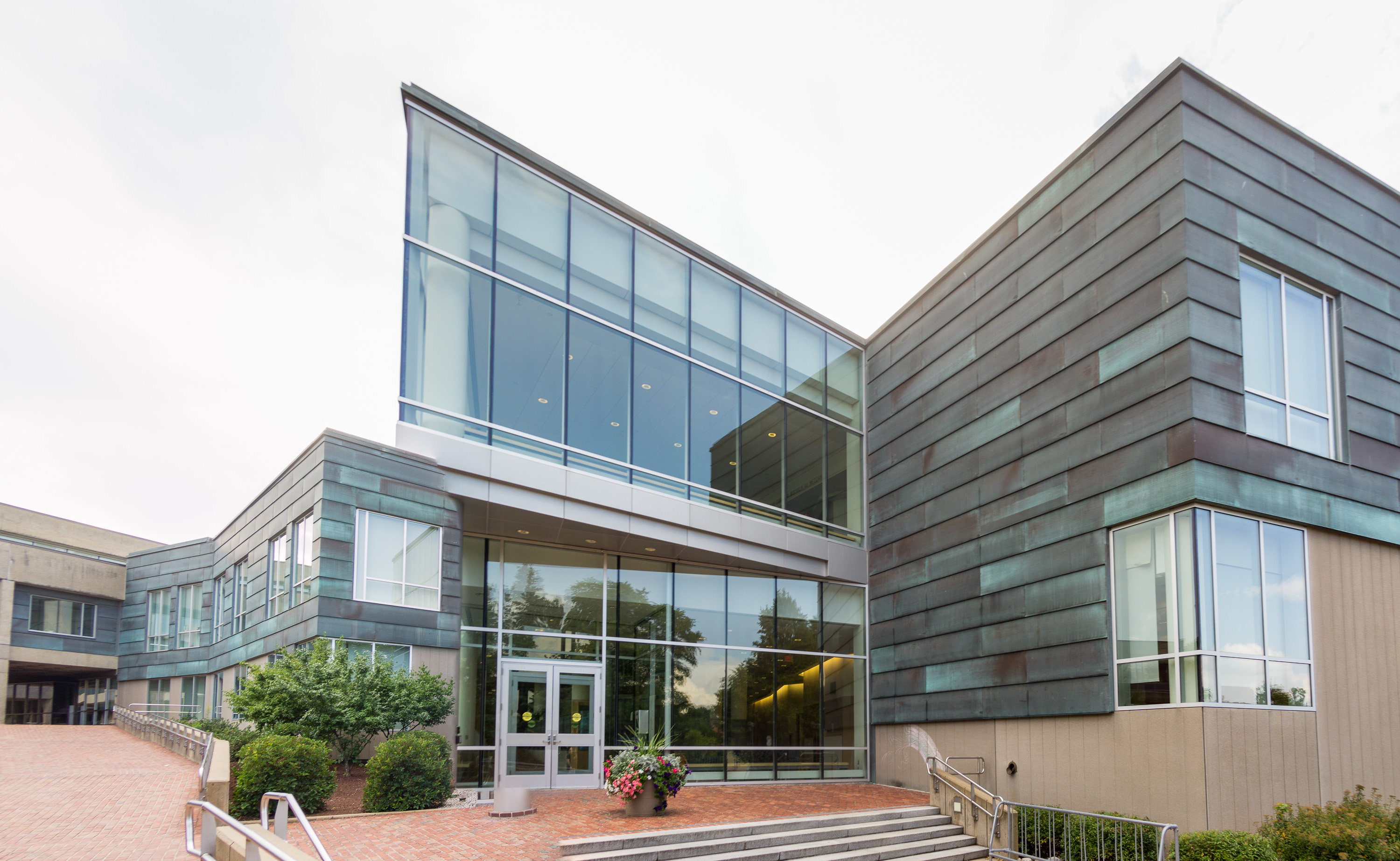
Здание Кирнер-Джонсон было построено в 1968 году как главное здание Киркленд-колледжа и отремонтировано Гамильтон-колледжес в 2009 году

Планирование Киркленд-колледжа началось в 1962-1963 учебном году под влиянием тогдашнего президента Гамильтон-колледжа, Роберта У. МакИвена. Назван в честь соседнего города Киркленд (округ Нью-Йорк), в свою очередь названного в честь Сэмюэля Киркланда, основателя Гамильтон-колледжа. Гамильтон был мужским колледжем, тогда как, Киркленд был женским, и задумывался как первое из нескольких учебных заведений, образующих кластер, по аналогии колледжам Клермонта. Хотя «кластерная» организация так и не было реализована, два фактора привели к более новаторскому и экспериментальному подходу в Киркленде: во-первых, внедрение прогрессивных взглядов на высшее образование со стороны Миллисент Кэри Макинтош, бывшего президента Барнард-колледжа, а во-вторых, мандат о «новом подходе во внедрении базовых областей обучения», не ограничиваясь традиционными подходами Гамильтона - мандат, принятый президентом Киркленда Сэмюэлем Ф. Бэббитом. Безвременная кончина президента Гамильтона МакИвена, также являвшегося членом первого совета директоров Киркленда, привела к более независимому развитию нового института.
Киркленд-колледж открылся в 1968 году в собственном кампусе рядом с Гамильтон-колледжем. Состав преподаватели и студентов Киркленда был более разнообразным и прозрачным, чем это было в Гамильтоне, но несмотря на впечатляющий старт, различия в образовательном подходе и взаимодействии внутри сообщества неизбежно привели к конфликтам между двумя учреждениями. Тем временем экономический климат, который был очень позитивным на этапах планирования колледжа, начал ухудшаться, а результате чего, обслуживание кредита, полученного для строительства кампуса, стало непомерным финансовым бременем. Стоимость строительства за год увеличилась на 10%. Планируя крупную кампанию по сбору средств для пожертвований («Кампания на второе десятилетие»), Киркленд обратился к Гамильтону за финансовой гарантией. В 1977 году Гамильтон-коллежж отказался от финансирования, запланировав также и отставку президента Бэббита. Несмотря на протесты, в 1978 году два колледжа были объединены в один с единой обучающей программой.

## Известные выпускники
- Кристи Вилсак, член Чартерного класса 1972 года в Киркленд-колледже, была первой леди штата Айова .
- Джоан Раппапорт - профессор антропологии Джорджтаунского университета.
- Эстер Бараццоне, бывшая преподавательница Киркленда, теперь президент Чатем-колледжа в Питтсбурге, штат Пенсильвания . [8]
- Роз Чест, карикатурист журнала The New Yorker, училась в Кирклендском колледже.
- Донна О. Кернер, заведующая кафедрой антропологии Колледжа Уитон в Массачусетсе.
- Натали Бэббит, известный детский писатель, преподавала в Киркленде. Она была замужем за Президентом Сэмюэлем Ф. Бэббитом и написала свои первые работы, воспитывая детей в Клинтоне, штат Нью-Йорк.
- Бродвейская актриса Сэнди Фэйсон была членом Чартерного класса в колледже Киркленд, который окончила в 1972 году.
- Патрисия Голдсмит - вице-президент по институциональному развитию в колледже Скриппс .
- Эллен Митчелл, класс 1975 года, профессор психологии и 18 лет была директором/деканом Иллинойского технологического института в Чикаго.
- Хелен Баролини -  американская писательница,  редактор и переводчица итальянского происхождения, преподавала в Киркленд-колледже.

## Внешние ссылки
- Проект Киркленда по изучению гендера, общества и культуры
- Гамильтон-колледж
- Сайт выпускников Киркленда в Гамильтонском колледже
- Интерактивные архивы Киркленда